# Lakos Regina
Lakos Regina (Marcali, 2001. június 22. –)[forrás?] Európa-bajnoki ezüstérmes magyar ökölvívó. Jelenleg a BVSC ökölvívó csapatához van leigazolva.

## Pályafutása
Pályafutását a Vasas SC-nél kezdte. A csapattal bejárt már rengeteg országot, mint Románia, Szerbia, Törökország, Montenegró, Olaszország és India. Ezeken a versenyeken nagyon szép eredményeket ért el.
2022-ben elnyerte a “Női legtechnikásabb” díjat. 2022-ben bronzérmet szerzett Samsunban 75 kg-os súlycsoportban a Főiskolai Világkupán. Ezután váltott a 70 kg-os súlycsoportra. Később átigazolt a BVSC-hez.
A 2024-ben Belgrádban megrendezett ökölvívó Európa-bajnokságon ezüstérmet szerzett.

## Sikerei, díjai
- Főiskolai világkupa 3. helyezés
- Európa-bajnoki 2. helyezés